# Jeney Lám Erzsébet

Férjével közös sírja a Házsongárdi temetőben

Jeney Lám Erzsébet (asszonyneve: Jeney Ádámné; beceneve: Koszinka, Kolozsvár, 1931. szeptember 14. – Kolozsvár, 2000. február 4.) erdélyi magyar pszichológus, gyógypedagógus, művészeti író, grafikus, textilművész. Lám Béla leánya, Hantz Lám Irén nővére, Jeney Ádám felesége.

## Életútja
Elvégezte a kolozsvári Ion Andreescu Képzőművészeti Főiskola textiltervezői szakát (1956), s a Babeș–Bolyai Tudományegyetemen lélektan–gyógypedagógia szakból szerzett diplomát (1978). A Művelődés szerkesztője (1956–57), a kolozsvári Művészeti Múzeum muzeológusa (1959–62), tanársegéd a Pedagógiai Főiskolán (1962–70), adjunktus  a BBTE lélektani karán (1970–77), majd ugyanitt a Pszichopedagógiai Intézet tudományos kutatója, innen vonult nyugalomba 1982-ben.

## Munkássága
Első írása a Művelődésben jelent meg (1956). Művészeti cikkeivel a Korunk, Utunk munkatársa, másfél évtizeden át a Napsugár illusztrátora. Desenul didactic című jegyzete a magyarázó rajzról gazdagon illusztrálva jelent meg (Kolozsvár, 1974), a Kós–Szentimrei–Nagy-féle Moldvai csángó népművészet (1981) című kiadvány eredeti szőttes-, varrás- és hímzésmintáinak egyik gyűjtője és megrajzolója. Grafikáival és akvarelljeivel egyéni és csoportkiállításokon szerepelt.
Tizennégy egyéni tárlata volt bel- és külföldön. Életében utolsó gyűjteményes kiállítására a Reményik Sándor Galériában került sor 1999 júniusában, nagy sikere volt portréival, tájképeivel és a tárgyi néprajz kincsestárából merített munkáival. Kivált Hargita és Torockó festői tájai ihlették.

## Emlékezete
2006 szeptemberében, születésének 75. évfordulóján Jeney Lám Erzsébetre (becenevén: Koszinkára), a Barabás Miklós Céh újraalapító tagjára emlékeztek képei társaságában Kolozsváron, a Céh székhelyén. Az előadók (Németh Júlia, a Céh alelnöke, Hantz Lám Irén, a művész testvére) és az érdeklődők a hat éve elhunyt művésznő szellemi hagyatékát vették számba.
Síremléke a Házsongárdi temetőben van a Biasini-kripta kertjében.

## Társasági tagság
- A Barabás Miklós Céh újraalapító tagja